# Anoplopoma
Anoplopoma, dorszyk czarny, karbonela(Anoplopoma fimbria) – gatunek ryby z rodziny anoplopomowatych (Anoplopomatidae). Jedyny przedstawiciel rodzaju Anoplopoma. 

## Występowanie
Anoplopoma jest spotykana na szelfach i stokach północnego Pacyfiku, na głębokościach od 50 do 2700 metrów, najliczniej na 100–300 m. Osiąga przeciętnie 40–70 cm długości i masę 2–10 kg, maksymalnie do 100 cm i do 45 kg. 

## Znaczenie gospodarcze
Jest jedną z cenniejszych ryb Oceanu Spokojnego, z tego powodu nazwaną „sterletem Pacyfiku”. 
Ma duże znaczenie dla gospodarki rybnej w Japonii. Jest wysoko cenioną rybą jadalną w wielu krajach – dla swojego słodkiego smaku i puszystej budowy. Jej wątroba zawiera duże ilości witaminy A.